# 요화
요화(廖化,  188년 이전 ~ 264년)는 중국 후한 말 ~ 삼국시대 촉한의 장수로, 자는 원검(元儉)이며 형주(荊州) 양양군(襄陽郡) 중로현(中盧縣) 사람이다. 본래 이름은 순(淳)이었다.

## 생애

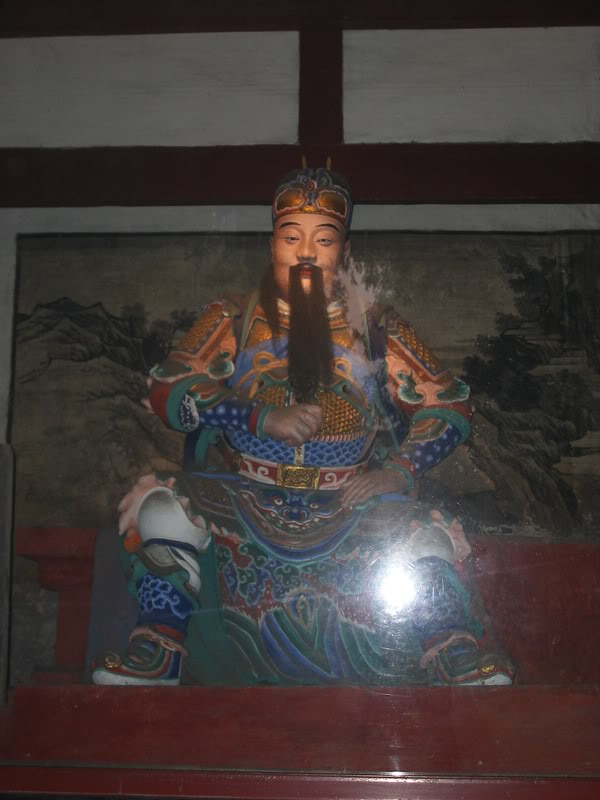
요화

유비(劉備) 휘하의 무장 관우(關羽)의 밑에서 주부(主簿)를 지냈다.
관우가 손권(孫權) 휘하의 여몽(呂蒙)에게 패하자 투항하였으나, 유비에게 돌아가기 위하여 자신이 죽었다는 소문을 퍼뜨리고 노모와 함께 탈출하였다. 돌아가던 길에 자귀에서 오(吳) 정벌을 나서던 유비와 재회하였고, 그대로 참전하였다. 유비는 기뻐하여 요화를 의도태수로 삼았다.
유비가 죽은 후 승상(丞相) 제갈량(諸葛亮)의 참군(參軍)이 되었으며, 그 후 독광무(督廣武)에 임명되었다. 장완(蔣琬)은 제갈량이 자신을 무재(茂才)로 천거하자, 이를 요화에게 양보하였다.
그 후 음평태수(陰平太守)가 되었으며, 연희(延熙) 원년(238년) 위(魏)의 수선강후(守善羌侯) 탕심(宕蕈)의 진영을 공격하였다. 위의 옹주자사(雍州刺史) 곽회(郭淮)는 광위태수(廣魏太守) 왕윤(王贇) · 남안태수(南安太守) 유혁(游奕)에게서 군사를 빌려, 산의 동서에서 요화를 공격하였다. 위의 황제 조예(曹叡)는 군대는 분산을 피해야 한다면서, 별동대 중 필요없는 자들은 돌아가 수비에 힘쓰도록 유혁에게 전하라고 칙명을 내렸다. 칙명이 도착하기 전에 요화는 서혁군을 물리쳤고, 왕윤은 화살에 맞아 숨졌다.
연희 11년(248), 강유(姜維)는 북벌(北伐)을 시작하였고 서쪽을 향하여 위에 반란을 일으킨 강족(羌族)의 치무대(治無戴)를 맞이하였다. 요화는 성중산(成重山)에서 성을 쌓았으며, 강족들로부터 인질을 받았다. 곽회는 제장들의 반대를 무릅쓰고, 군세를 둘로 나누어 하후패(夏侯覇)에게 답중(沓中)으로 강유를 추격하도록 하고 자신은 요화를 공격하였다. 강유는 요화를 구원하였고, 북벌은 실패하였다. 한편 곽회에게 토벌당한 치무대를 무사히 촉으로 오도록 하였다.
이듬해 가을, 강유는 다시 북으로 진군하였으나 곽회가 이를 저지하여 철수하였다. 이후 곽회가 강족을 토벌하기 위하여 서쪽으로 간 틈을 타, 요화는 군세를 이끌고 백수(白水)의 남쪽 물가에 포진하여 등애(鄧艾)와 대치하였다. 본래 요화가 등애를 저지하여 강유가 동쪽으로 진군하여 도성(洮城)을 탈취하고자 하였으나, 등애는 이를 간파하여 도성으로 돌아가 수비를 하였다.
요화는 승진을 거듭하여 우거기장군(右車騎將軍) · 가절(假節) · 영병주자사(領幷州刺史)에 임명되었고, 중향후(中郷侯)에 봉해졌다. 요화가 장익(張翼)과 함께 대장(大將)이 되었을 때, 사람들은 "앞에는 왕평(王平)과 구부(句扶)가 있고, 뒤에는 장익과 요화가 있다"라고 말하였다.
경요(景耀) 5년(262), 강유가 군세를 이끌고 적도(狄道)로 진출하자 요화가 이를 비난하였다.
| “ | 전쟁을 그치지 않으면 필시 우리는 곤경에 처해질 것입니다. 지략이 적에 미치지 못하며 역량 또한 그러하거늘, 억지로 계속한다 하더라도 성공하겠습니까? 《시경》에서 '나보다 앞서지 않고, 나보다 뒤쳐지지 않네'라고 한 것은 바로 이를 일컫는 것입니다. | ” |

이듬해 위나라가 침공하자 강유 · 장익과 함께 검각(劍閣)을 수비하여 마지막까지 위나라에 저항하였으나, 성도(成都)가 함락되었다는 소식을 듣고 위의 종회(鍾會)에게 항복하였다.
함희 원년(264), 낙양(洛陽)으로 연행되던 도중 병사하였다.
| 전임 하후패 | 촉한의 우거기장군 (좌거기장군 장익) 259년~263년 | 후임 - (촉한 멸망) |

## 같이 보기
- 삼국지 인물 목록